# Saumeray
Saumeray ist eine französische Gemeinde mit 467 Einwohnern (Stand: 1. Januar 2022) im Département Eure-et-Loir in der Region Centre-Val de Loire; sie gehört zum Arrondissement Châteaudun und zum Kanton Châteaudun. Die Einwohner werden Salméridiens genannt.

## Geographie
Saumeray liegt etwa 19 Kilometer nördlich des Stadtzentrums von Châteaudun am Loir. Umgeben wird Saumeray von den Nachbargemeinden Charonville im Norden und Nordwesten, Ermenonville-la-Petite im Nordosten, Bouville im Osten und Nordosten, Alluyes im Osten und Südosten sowie Dangeau im Süden und Westen.

## Bevölkerungsentwicklung
| Jahr                       | 1962 | 1968 | 1975 | 1982 | 1990 | 1999 | 2006 | 2018 |
| Einwohner                  | 488  | 413  | 341  | 295  | 333  | 354  | 405  | 499  |
| Quellen: Cassini und INSEE |      |      |      |      |      |      |      |      |

## Sehenswürdigkeiten
- Kirche Saint-Jean-Baptiste aus dem 13. Jahrhundert, Monument historique seit 1971

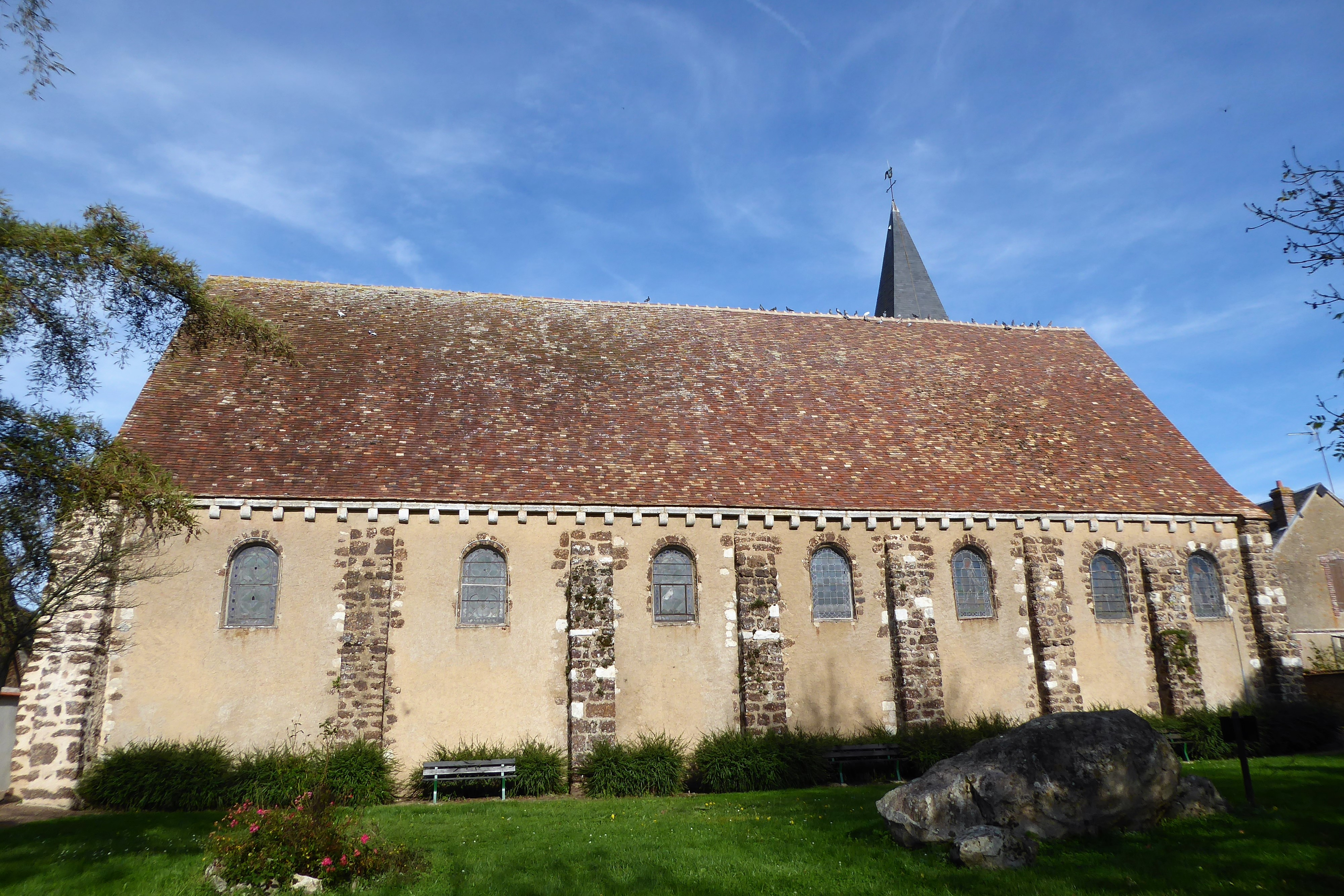
Kirche Saint-Jean-Baptiste